# Mowrystown
Mowrystown – wieś w Stanach Zjednoczonych, w stanie Ohio, w hrabstwie Highland.